# Pioneer Days (película de 1930)
Pioneer Days (conocido en español como Mickey y Minnie en el Oeste) es un cortometraje animado de Mickey Mouse, lanzado por primera vez el 20 de noviembre de 1930, como parte de la serie de películas Mickey Mouse. Fue el vigésimo cuarto cortometraje de Mickey Mouse que se produjo, el noveno de ese año.
El corto presenta a Mickey Mouse y Minnie Mouse; Horace Horsecollar y Clarabelle Cow también se pueden ver en escenas de fondo. 

## Sinopsis
Mickey y Minnie lideran una caravana de carros cubiertos que se dirigen al oeste a través del desierto, tocando el banjo y cantando "Oh! Susanna". Mickey se jacta ante Minnie de que no le teme a los indios, pero su confianza se pondrá a prueba: una tribu de indios con aspecto de lobo ha visto a los colonos, y planean la guerra, llevando tocados de plumas y blandiendo tomahawks mientras bailan alrededor de su hoguera. Mientras tanto, Mickey y los otros colonos han rodeado sus carros para la noche, donde cantan y bailan, incluyendo una vieja cabra que interpreta una lacrimógena interpretación de "Darling Nelly Gray". 
La tribu india llega, y Mickey hace sonar la alarma de que los indios están atacando. Los colonos disparan a los indios, y los atacantes disparan flechas, golpeando a Mickey en la retaguardia en varios puntos, sin causar daño duradero. Mickey asusta a algunos indios disparándoles con púas de un puercoespín. Minnie es secuestrada y atada por un indio, y Mickey corre a su rescate. Mientras Mickey y el indio están luchando, Minnie arregla las cosas dejando caer un carbón caliente en los pantalones del indio. Los ratones regresan a la caravana fingiendo ser una línea de refuerzos; los indios son derrotados y los lo celebran. 

## Versiones
La reedición de la impresión publicada en 1940 cortó la última escena de la caricatura, mostrando a Mickey y Minnie asustando a los indios. La versión de 1940 muestra a Mickey rescatando a Minnie de un solo indio con un carbón caliente. La versión de 1940 fue posteriormente mostrada en la televisión y lanzada en CD en la década de 1990. La escena que faltaba fue restaurada para el DVD de los Tesoros de Walt Disney de 2002 Mickey Mouse en Blanco y Negro: La Colección Clásica. 
En el DVD, una introducción para este corto de Leonard Maltin advierte: "Sería una tontería juzgar [estas caricaturas] unos setenta años más tarde en el contexto de los modales y la moral de hoy en día", aunque no llama la atención específicamente sobre el uso que hacen los Días de los Pioneros de los estereotipos comunes de los nativos americanos. 
El corto también se vio en The Mickey Mouse Club (Temporada 1, Episodio 15), y Good Morning, Mickey! episodio 20. 

## Recepción
En Mickey's Movies: The Theatrical Films of Mickey Mouse, Gijs Grob escribe: "La [animación] es espectacular, ya que incluye un baile con largas sombras alrededor de una hoguera (animado por Norm Ferguson ), y dos impresionantes escenas animadas por Ben Sharpsteen: una compleja escena de ataque, y una impresionante toma realizada desde uno de los caballos que circulan por el campamento, mostrando un fondo móvil de carros en perfecta perspectiva. También es espectacular una pieza de animación de Wilfred Jackson: la lucha entre Mickey y un horrible indio, que ha secuestrado a Mickey. La pelea se muestra en primer plano, y contiene movimientos complejos entre los dos. Son escenas como estas las que muestran a Disney manteniendo su ventaja en el campo de la animación".
En el Proyecto de Cine de Disney, Ryan Kilpatrick está de acuerdo: "La verdadera acción comienza... cuando los indios invaden el campamento de carros. A partir de ese momento, es un caos inspirado. Las escenas de pioneros frenéticos luchando y tratando de evadir las flechas son grandiosas.

## Actores de doblaje
- Mickey Mouse: Walt Disney
- Minnie Mouse: Marcellite Garner
- Indios: desconocidos[6]